# Ельма (деревня)
Ельма — деревня в Гдовском районе Псковской области России. Входит в состав Добручинской волости.

## География
Деревня находится в северной части региона, в зоне хвойно-широколиственных лесов, по правому берегу реки Плюсса, на расстоянии примерно 25 километров от города Гдова, административного центра района, в 9 км к северо-востоку от волостного центра, деревни Добручи. В 1 км севернее протекает река Ельминка.

### Климат
Климат характеризуется как умеренно континентальный, с относительно коротким тёплым летом и продолжительной, как правило, снежной зимой. Средняя многолетняя температура самого холодного месяца (января) составляет −8°С, температура самого тёплого (июля) — +17,4°С. Среднегодовое количество осадков — 684 мм.

## История
До 1 января 2006 года деревня входила в состав ныне упразднённой Вейнской волости.

## Население
| 2001 | 2002 | 2010 |
| ---- | ---- | ---- |
| 2    | ↗13  | ↘7   |

## Транспорт
Лесная дорога.